# Motwica
Motwica – wieś w Polsce położona w województwie lubelskim, w powiecie bialskim, w gminie Sosnówka. Leży na Równinie Kodeńskiej, przez wieś przepływa rzeczka Żylawa, prawy dopływ Zielawy.
| SIMC    | Nazwa     | Rodzaj    |
| ------- | --------- | --------- |
| 0019896 | Dwór      | część wsi |
| 0019904 | Komarówka | część wsi |

W czerwcu 1929 roku pożar zniszczył 40 domów, 30 stodół i 40 chlewów. Podczas gaszenia pożaru kilka osób zostało poparzonych. 
W latach 1975–1998 miejscowość administracyjnie należała do województwa bialskopodlaskiego.
Wieś jest sołectwem w gminie Sosnówka. Według Narodowego Spisu Powszechnego z roku 2011 wieś liczyła 316 mieszkańców i była trzecią co do wielkości miejscowością gminy.
W Motwicy ma siedzibę rzymskokatolicka parafia Narodzenia Najświętszej Maryi Panny. Znajduje się tu kościół Narodzenia NMP, wzniesiony w końcu XVIII w. jako unicka cerkiew, zaś w latach 1875–1918 użytkowany jako cerkiew prawosławna. W Motwicy znajduje się także cmentarz żołnierzy Armii Radzieckiej.